# 5333 Каная
5333 Каная (5333 Kanaya) — астероїд головного поясу, відкритий 18 жовтня 1990 року.
Тіссеранів параметр щодо Юпітера — 3,518.